# Susan Werner
Susan Werner, (Manchester, 1965. április 6. –) amerikai énekesnő, dalszerző. Zenész családba született. Édesanyja énekesnő volt. Mind az öt testvére zeneileg képzett. Az egyik testvére stand-up komikus, egy másik pedig nőimitátor. Werner főleg hagyományos folkdalokat énekel.

## Pályafutása
Susan Werner a családja farmján nőtt fel Manchesterben. Már fiatalon érdeklődött a zene iránt. Az Iowai Egyetemen szerzett alapdiplomát énekszakon. 1987-ben Philadelphiába költözött, és a Temple Universityn szerzett mesterfokozatot. Kezdetben operakarrierre vágyott, de miután meglátott egy Nanci Griffith előadást, akusztikus gitáron elkezdett saját dalokat írni.
Philadelphiában, Bostonban és New Yorkban lépett fel. Susan az 1990-es évek elején kezdett nevet szerezni magának a folkszinpadon. 1993 és 2001 között öt albumot rögzített.
2001-ben Chicago-ba költözött.
Hatodik albuma, az „I Can't Be New” (2004) jelentősen eltért az előzőktől, eredeti anyaggal a Tin Pan Alley, kabaré és dzsesszdalaval. hetedik albuma, a „The Gospel Truth” 2007-ben jelent meg, és a vallás, a hit, a társadalmi felelősségvállalás témáival foglalkozik. 2010-ben Tom Jones felvette a „Did Trouble Me” című dalát a „Praise & Blame” című albumához. Nyolcadik albuma gospel-, dzsessz- és folkdalok gyűjteménye. A kilencedik, Classics című albumán az 1960-as és 1970-es évek popzenéjét adja elő kamarahangszerek kíséretében.
Tizedik albuma 2011 márciusában jelent meg. 2013 nyarán jelent meg Hayseed című albuma, amely a farmokon gazdálkodókról szól. zenét és dalszöveget írt a „Bull Durham” című film alapján készült musicalhez, amelyet 2014-ben mutattak be az atlantai Alliance Theatre-ben. 2017-ben kiadta az „An American In Havana” című EP-t, amelyet két kubai utazása során írt 2015-16-ban.

## Albumok
- Midwestern Saturday Night (1993)
- Live at Tin Angel (1993)
- Last of the Good Straight Girls (1995)
- Time Between Trains (1998)
- New Non-Fiction (2001)
- I Can't Be New (2004)
- The Gospel Truth (2007)
- Live at Passim (2008)
- Classics (2009)
- Kicking The Beehive (2011)
- Live at The Center for Arts in Natick (2011)
- Hayseed (2013)
- An American in Havanna (2017)
- NOLA (2019)
- Flyover Country (2020)

## Fordítás
Ez a szócikk részben vagy egészben  a   Susan Werner című angol Wikipédia-szócikk ezen változatának fordításán alapul.  Az eredeti cikk szerkesztőit annak laptörténete sorolja fel. Ez a jelzés csupán a megfogalmazás eredetét és a szerzői jogokat jelzi, nem szolgál a cikkben szereplő információk forrásmegjelöléseként.